# Lager Wahmbeck
Das Lager Wahmbeck war ein deutsches Offiziersgefangenenlager im Ersten Weltkrieg in Wahmbeck.
Das Lager befand sich auf dem Gelände des an der Weser gelegenen Hotels „Sommerfrische Rothhaus“, das im Mai/Juni 1915 von Kriegsgefangenen zu einem Lager umfunktioniert worden war. Der Aufbau des Lagers fällt somit in das Ende der Frühphase (1914/1915) der deutschen Lagerentwicklung, als Kriegsgefangene behelfsmäßig in leerstehenden Gebäuden untergebracht wurden. Für Wahmbeck brachte die Errichtung des Gefangenenlagers erhebliche Veränderungen mit sich, so wurde, um das Lager mit Strom zu versorgen, eigens eine Leitung aus dem benachbarten Lippoldsberg verlegt, was die Elektrifizierung des Dorfes bedeutete. Im Lager Wahmbeck wurden während des Krieges ausschließlich Offiziere (sowie einige Ordonnanzen) gefangengehalten, wobei das Lager nach den vorhandenen Quellen nie mehr als 150 Gefangene zählte. Unmittelbar nach Errichtung des Lagers befanden sich hauptsächlich russische und französische Offiziere in Wahmbeck, ab 1917 überwiegend Briten. In der zeitgenössischen deutschen Propaganda wurde Wahmbeck als Vorzeigelager für „erholungsbedürfte und kranke Offiziere“ verklärt. Tatsächlich herrschten in dem Lager sehr beengte Lebensverhältnisse, die bei Besichtigungen des Lagers durch neutrale Inspektoren immer wieder vorgebracht wurden. Verwaltungstechnisch unterlag das Lager Wahmbeck der Leitung des Stellvertretenden Generalkommandos des X. Armeekorps. Die Lagerleitung vor Ort umfasste 1915 einen Hauptmann (Offizier), vier Unteroffiziere, 24 Wachsoldaten und einige militärische Lagerbeamte.
Nach dem Sturz der Monarchie im Deutschen Reich blieb die Situation im Lager Wahmbeck vergleichsweise ruhig. Ein im Zuge der Novemberrevolution gebildeter Soldatenrat in Wahmbeck verstand sich als Ordnungsgarant und schaltete sich bei der Absetzung eines Soldatenrates in der benachbarten Kreisstadt Uslar ein. Mitglieder des Wahmbecker Soldatenrates traten zur selben Zeit bei öffentlichen Veranstaltungen in Uslar gegen die Idee einer Räterepublik auf und plädierten für Wahlen zu einer Nationalversammlung.
Unterdessen wurde das Lager nach dem Waffenstillstandsvertrag von Compiègne weitergenutzt. Zuerst diente es zur Inhaftierung russischer Kriegsgefangener, deren Repatriierung durch den Waffenstillstandsvertrag untersagt worden war. Ab 1920 bot es russischen Zivilpersonen Quartier, die aufgrund der Russischen Revolution nach Deutschland geflüchtet waren. In dieser Funktion hatte das Lager bis zum 1. März 1922 weiter Bestand.
Das als Freizeitheim der DRK genutzte Gebäude beherbergt seit Januar 2016 wiederum Flüchtlinge.

Rückansicht des Gebäudes und das ehemalige Lagergelände in der Bildmitte